# Svobodník (společenská vrstva)

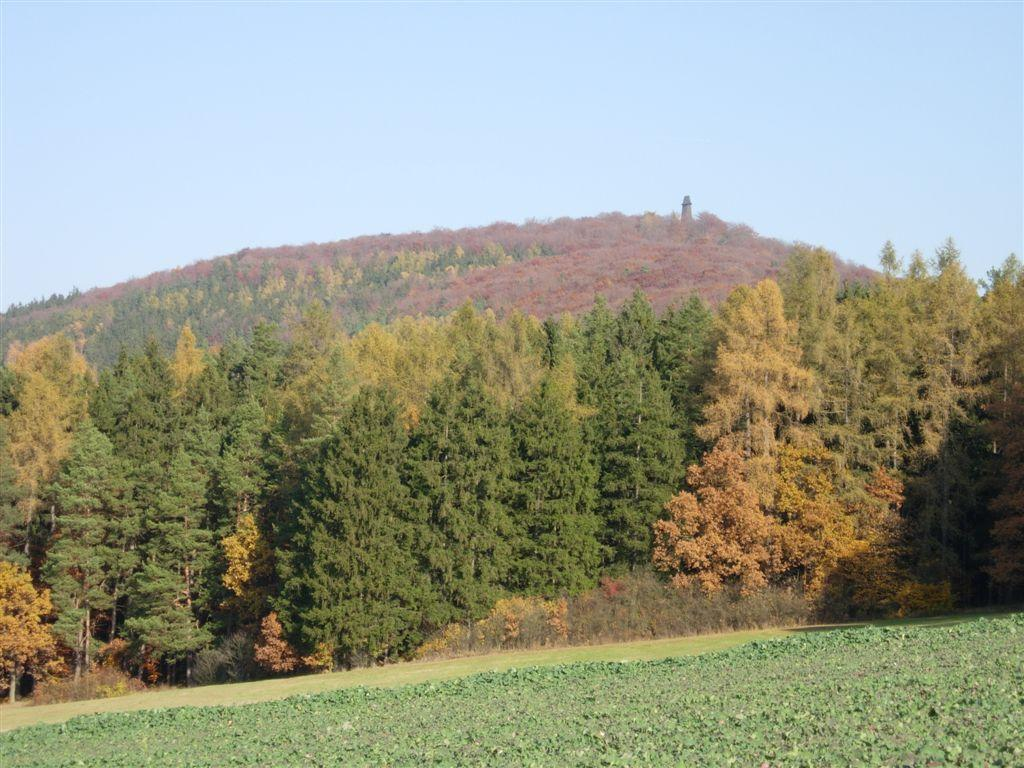
Krajina na Podblanicku, kde byl výskyt svobodníků nejčetnější

Svobodník (též dědiník, královský svobodník, c. a k. svobodník, latinsky libertinus, německy Freysasse, či moderněji Freisasse) bylo označení příslušníka nepočetné, ze zvykového práva vycházející vrstvy selského lidu, která se vyznačovala majetkovou, a většinou i osobní svobodou, a s tím spojeným právem zápisu do zemských desk.

## Původ
Původní termín dědiník (latinsky heredes) je znám již z pramenů ve 14. století a postupně přechází v termín svobodník (královský svobodník), který je ustálen v 17. století. Jak již označení napovídá, základní vlastností příslušnosti k této společenské skupině je držba svobodného, dědičného majetku. V dřívějších dobách jde s touto držbou ruku v ruce i svoboda osobní, navzdory oficiálnímu stavovskému členění společnosti, jež svobodníky přímo nezmiňuje.
Předpokládá se, že svobodníci vycházejí z řad lokální nižší šlechty (zemanové, vladykové, rytíři), která nejčastěji ekonomickou vinou neudržela své společenské postavení a vliv, avšak díky zvykovému právu si dál nárokovala četná práva a privilegia, která se k právům nižší šlechty více než blížila (zápis majetku do zemských desk, později svobodnických knih, svoboda pohybu a náboženství, právo vlastnit poddané, právo honby, čižby a rybolovu, právo várečné a výčepné, pálení dřevěného uhlí, provozování mlýnů atd.). Vedle privilegií plnili svobodníci i základní zemské povinnosti, mezi něž patří povinnost berňová, robotní (doprovázení a dopravování materiálu do válek spolu s dodáváním přípřeže) a vojenská.
Faktická ekonomická slabost svobodníků, absence vlastní samosprávy a různá úroveň zastání u zemských úřadů, dělala z této skupiny obyvatel vděčný terč nátlaku vyšších vrstev, které považovaly její majetek za lukrativní a snadno dosažitelný. V důsledku toho docházelo vedle dobrovolného propadnutí v přikázanost (protislužba za vrchnostenskou ochranu) či rovnou v područí (poddanství), i k násilnému zabrání svobodného majetku jinou vrchností. Tento fakt byl s velikým zpožděním reflektován mnohokráte i královským úřadem, ale ten významnému poklesu stavu svobodníků dokázal zabránit jen částečně. V důsledku toho však vznikají právní dokumenty, které potvrzují a dílčím způsobem zakotvují postavení svobodníků v české společnosti, třebaže nebyli nikdy definováni jako samostatný zemský stav.
Vedle ztrát v řadách svobodníků a jejich svobodných majetků docházelo řídce i k jevu opačnému. Jak král sám, tak i vrchnost individuálně propouštěli poddané za služby, zásluhy nebo proti peněžnímu vykoupení na plnou či částečnou svobodu. V důsledku toho vznikají i různé částečně svobodné variace, mezi něž patří nápravníci, na Moravě dvořáci a například i svobodní rychtáři.
Navzdory okolnostem se dokázali svobodníci zpočátku držet na malých ostrůvcích po celém českém území, nejdéle a v nejhojnějším počtu však přežili jen na Podblanicku. Se zrušením poddanství roku 1848, resp. s pozemkovou reformou roku 1850, však dochází k setření všech rozdílů mezi nimi a běžným selským lidem a fakticky tak jejich staletá existence končí.